# Brackenheim
Brackenheim är en stad i Landkreis Heilbronn i regionen Heilbronn-Franken i Regierungsbezirk Stuttgart i förbundslandet Baden-Württemberg i Tyskland. De tidigare kommunerna  Botenheim, Dürrenzimmern, Haberschlacht, Hausen an der Zaber, Meimsheim, Neipperg och Stockheim uppgick i Brackenheim mellan 1971 och 1974.
Staden ingår i kommunalförbundet Brackenheim tillsammans med kommunen Cleebronn.